# Eupithecia sachalini
Eupithecia sachalini är en fjärilsart som beskrevs av András Vojnits 1981. Eupithecia sachalini ingår i släktet Eupithecia och familjen mätare. Inga underarter finns listade i Catalogue of Life.